# (9974) Brody
(9974) Brody – planetoida z grupy pasa głównego asteroid okrążająca Słońce w ciągu 3 lat i 253 dni w średniej odległości 2,39 j.a. Została odkryta 19 lipca 1993 roku w Europejskim Obserwatorium Południowym przez Erica Elsta. Nazwa planetoidy pochodzi od Adriena Brody'ego, amerykańskiego aktora, który zagrał rolę Władysława Szpilmana w filmie Pianista Romana Polańskiego. Przed nadaniem nazwy planetoida nosiła oznaczenie tymczasowe (9974) 1993 OG13.